# Euphaedra elegans
Euphaedra elegans is een vlinder uit de onderfamilie Limenitidinae van de familie Nymphalidae. De wetenschappelijke naam van de soort is, als Harmilla elegans, voor het eerst geldig gepubliceerd in 1892 door Per Olof Christopher Aurivillius.